# Dr. Ruth

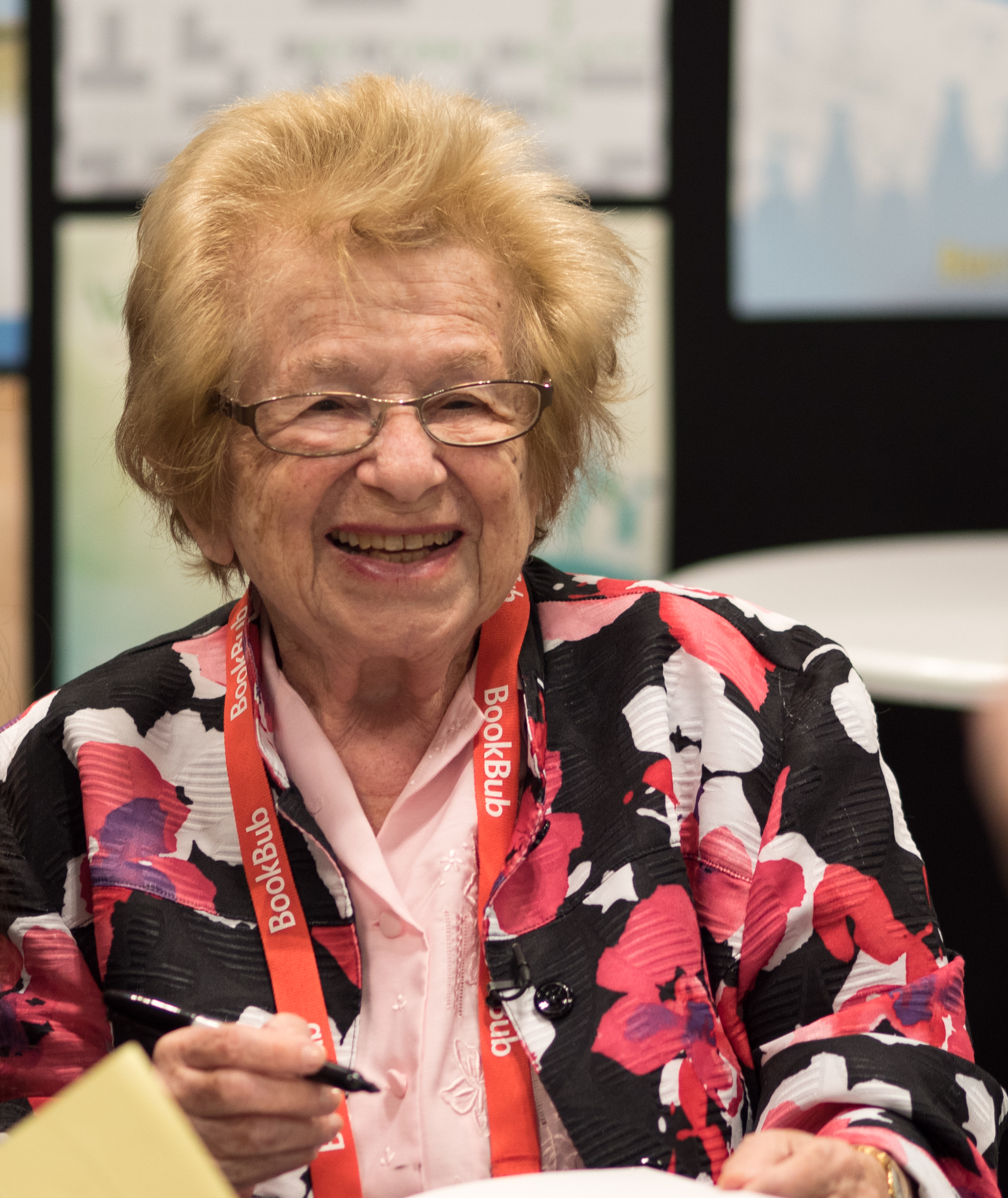
Westheimer in 2018

Karola Ruth Siegel, later Ruth Westheimer maar beter gekend als Dr. Ruth, (Wiesenfeld (Karlstadt), 4 juni 1928 – New York, 12 juli 2024) was een Amerikaanse televisiepersoonlijkheid. Ze werd bekend door tv-shows als Good sex! with Dr. Ruth Westheimer, Ask Dr. Ruth en What's up, Dr. Ruth?.

## Biografie
Karola Ruth Siegel groeide op in Frankfurt als enig kind van Irma Hanauer en Julius Siegel. Ruth Siegel werd in 1938 met een kindertransport naar Zwitserland gestuurd naar een weeshuis om te ontsnappen aan de Jodenvervolging. 
Na de oorlog verhuisde ze naar het Mandaatgebied Palestina en sloot aan bij Hagana, een zionistische Joodse paramilitaire organisatie. Ze werd er sluipschutter. In 1948 raakte ze gewond door een granaat tijdens de Arabisch-Israëlische Oorlog van 1948. Siegel verhuisde in 1950 naar Parijs en studeerde er Psychologie. In 1956 verhuisde ze naar de Washington Heights (Manhattan) en behaalde ze een MA in sociologie in 1959 aan The New School en een Ed.D in 1970 aan het Teachers College (Columbia-universiteit).
In 1965 werd ze genaturaliseerd tot Amerikaans staatsburger. Toch verkreeg ze opnieuw het Duits staatsburgerschap in 2007. 
Siegel was drie keer gehuwd. Waarvan Manfred Westheimer haar laatste man was tot aan zijn overlijden in 1997.
Siegel overleed op 96-jarige leeftijd.

## Loopbaan
Na enige tijd voor een Planned Parenthood had gewerkt deed ze een postdoc bij Helen Singer Kaplan in het New York-Presbyterian Hospital. Ze bleef daar vijf jaar werken als adjunct-universitair hoofddocent. Ze gaf ook les aan de Columbia-universiteit, het Lehman College, het Brooklyn College, de Adelphi Universiteit en West Point.
Daarnaast begon ze een mediacarrière met Sexually Speaking, een radioprogramma dat begon in 1980 op WYNY-FM in New York. Dit was een programma van 15 minuten om ongewenste zwangerschappen aan te pakken. De show werd populair en werd vanaf 1984 landelijk uitgezonden door NBC Radio onder de naam Dr. Ruth Show. Dit programma bleef lopen tot 1990. Daarnaast was ze vanaf 1984 ook op televisie op Lifetime-netwerk te zien onder andere in Good Sex! Met Dr. Ruth Westheimer dat in 1985 wijzigde in The Dr. Ruth Show. Vanaf 1987 liep de Ask Dr. Ruth die te zien was op meerdere zenders. 
Later programma waren de The All New Dr. Ruth Show (Lifetime) vanaf 1988, What's Up, Dr. Ruth? vanaf 1989 en You're on the Air met Dr. Ruth vanaf 1990. 
Door haar bekendheid was Dr. Ruth ook te gast in andere tv-programma's waaronder The Tonight Show (Johnny Carson) en Late Night with David Letterman, Between the Lions. Ze speelde ook mee in enkele films en series waaronder Electric Dreams (1984), Une femme ou deux (1985) en Dr. Ruth's House (1990).

## Publicaties
Siegel schreef 45 boeken waarvan hieronder een selectie. 
- Dr.Ruth's Guide to Good Sex (1983)
- Sex and Morality: Who Is Teaching Our Sex Standards (1988) met Louis Lieberman
- Dr. Ruth's Guide to Erotic and Sensuous Pleasures (1992) met Louis Lieberman
- Dr Ruth"s Guide to Safer Sex (1992)
- Dr. Ruth's Encyclopedia of Sex (1994)
- Sex For Dummies (1995)
- Power: The Ultimate Aphrodisiac (2001) met Steven Kaplan
- Dr. Ruth's Sex After 50: Revving Up the Romance, Passion & Excitement! (2005)
- Roller Coaster Grandma: The Amazing Story of Dr. Ruth. (2018)

## Erkentelijkheden
- 2002 - Leo Baeck-medaille
- 2004 - eredoctoraat Trinity College
- 2008 - ere-diploma van de Bronx High School of Science
- 2019 - Documentaire Ask Dr. Ruth